# Plumeria pudica
Espèce
Classification phylogénétique
Plumeria pudica est une espèce de plante à fleurs du genre Plumeria, appartenant à la famille des Apocynaceae. C'est un arbuste originaire d'Amérique du Sud. Il est connu sous les noms vernaculaires de Frangipanier pudique ou Bouquet de mariée .

## Description
Plumeria pudica est un arbuste à feuilles caduques peut atteindre une hauteur de 3 à 4 mètres. Ce Frangipanier est de taille moyenne, son tronc plutôt mince, se ramifie dès la base, en de multiples branches qui viennent former une couronne dense et légèrement évasée.
Les feuilles sont curieusement spatulées, longues, épaisses, en forme de cuillère, d'un vert foncé brillant. Elles sont toxiques comme toutes les feuilles de Plumeria.
Les fleurs blanches ne sont que très peu odorantes.

## Répartition
L'aire de répartition naturelle de cette espèce s'étend de la Colombie au Venezuela en Amérique du Sud.

## Méthode de multiplication
Semis au chaud au printemps, bouturage au printemps, en prenant soin de laisser la coupe se sécher avant la plantation pour éviter la pourriture.
Dans les régions où les hivers restent relativement cléments (températures supérieures à – 4 °C), Plumeria pudica peut être mis en pleine terre, dans un endroit protégé et bien ensoleillé. Ailleurs, à cultiver en pots, pour pouvoir le déplacer à volonté et le mettre à l'abri, dans une véranda ou une serre, dès que les températures deviennent trop froides.